# Zbiornik retencyjny Włodzienin
Zbiornik retencyjny we Włodzieninie – zbiornik retencyjny położony w województwie opolskim w powiecie głubczyckim w gminie Branice, w pobliżu wsi Włodzienin, na Płaskowyżu Głubczyckim u podnóża południowo-wschodniej części Gór Opawskich. przez zbiornik przepływa rzeka Troja oraz Potok Jędrychowicki. Jego głównym zadaniem jest ochrona przed powodzią terenów położonych w dolinie rzeki Troi, która poniżej zbiornika przepływa przez miejscowości: Włodzienin, Wojnowice, Nowa Cerekwia, Kozłówki i Kietrz. Zbiornik ma powierzchnię 86 ha, wybudowany był w latach 2005–2007.
Przed wybudowaniem zapory zabudowania położone blisko koryta rzeki były zalewane. Zgodnie z założeniami, po uruchomieniu zbiornika nastąpiła redukcja fali powodziowej o co najmniej 25% i przesunięcie fali kulminacyjnej o 16 godzin. Dzięki temu rzeka ma bezpiecznie przejść korytem przez tereny zabudowane gmin Branice i Kietrz.
Zbiornik stanowi:

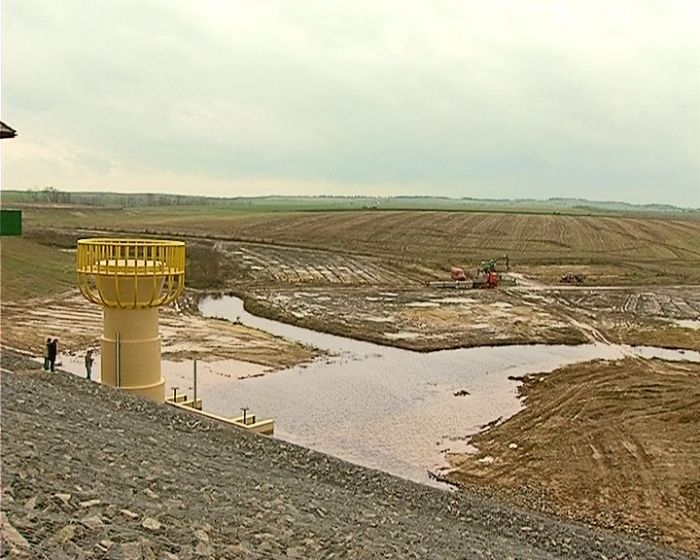
Zbiornik po opróżnieniu

- źródło zaopatrzenia w wodę dla celów rolniczych
- zabezpieczenie przeciwpowodziowe
- miejsce dla wypoczynku i rekreacji
- miejsce umożliwiające hodowlę ryb
- atrakcję turystyczną regionu.

Na całość urządzeń zrzutowych zbiornika składają się:
- przelew wieżowy o średnicy 4,5 m
- kanał zrzutowy w postaci 2 sztolni L = 82,0 m, o wymiarach B = 2,00 m, H = 1,80 m
- dwa upusty denne o średnicy 80 cm i dwa upusty robocze średnicy 25 cm z zasuwami wyposażonymi w napędy elektryczne.

W ramach budowy zbiornika:

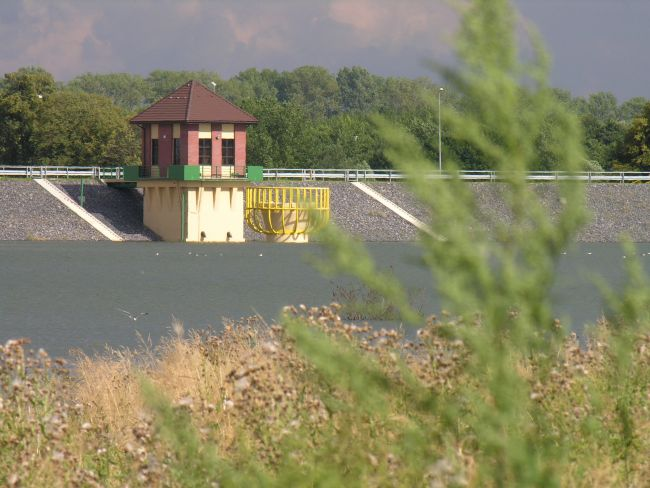
Widok na tamę, wieżę oraz przelew wieżowy

- zbudowano dwa zbiorniki wstępne na rzece Troi i Potoku Jędrychowickim
- przebudowano drogę do miejscowości Zubrzyce
- zbudowano drogę do zapory od strony Włodzienina.

## Problemy ze zbiornikiem
W rok po oddaniu zbiornika okazało się, że ma wady konstrukcyjne i przecieka. Okazało się, że na budowę tamy użyto nieodpowiedniego betonu, korpus zapory został źle zagęszczony (piasek i glina), dylatacje są niewłaściwe, a rurociągi spustowe mają wady. W wyniku tego wodę spuszczono, a część powierzchni zbiornika znów zaczęła być wykorzystywana rolniczo, dzięki czemu pusty zbiornik nie zarasta krzewami i drzewami. Napełniany jest jedynie doraźnie podczas kryzysów powodziowych.

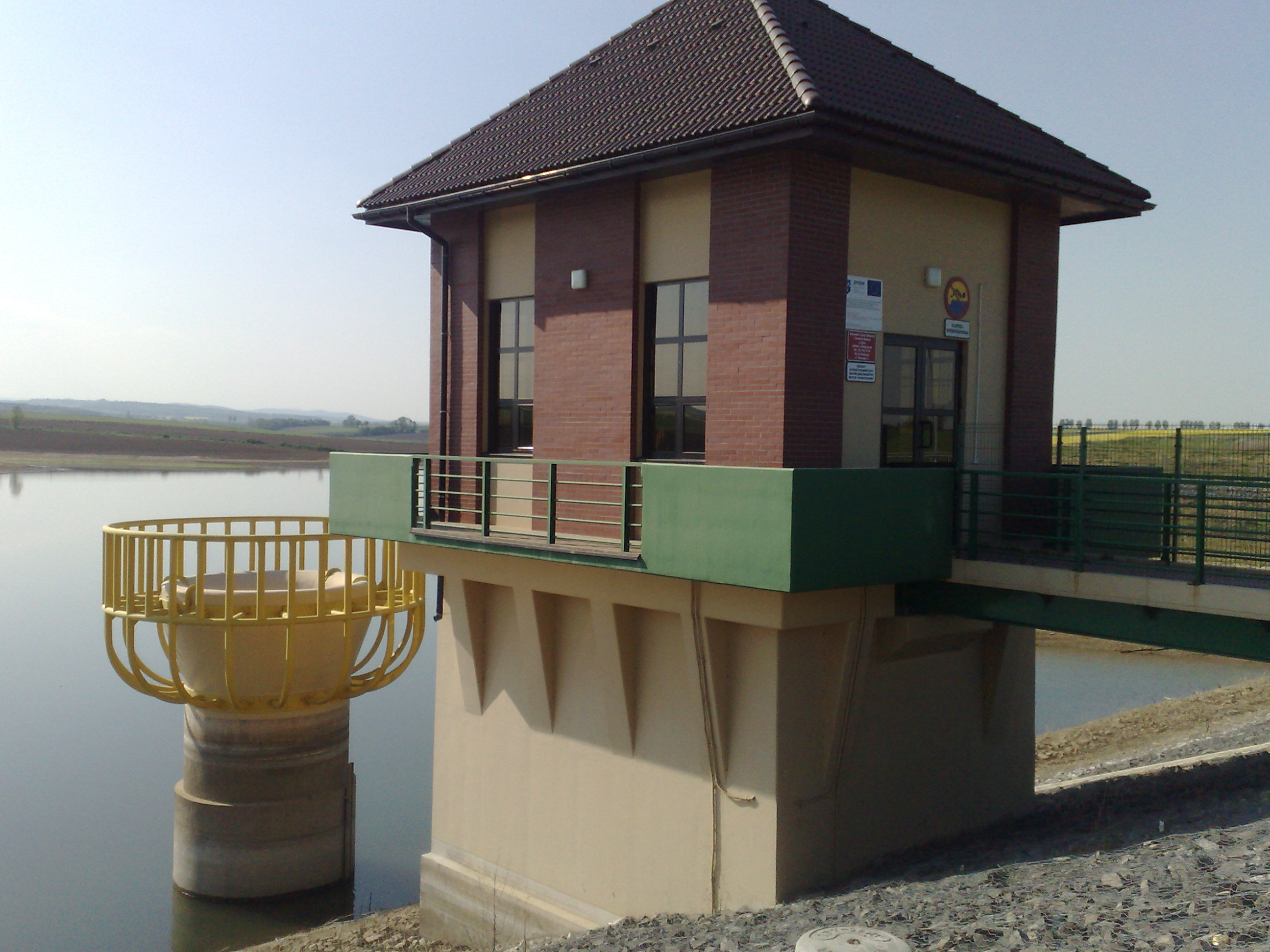
Wieża oraz przelew wieżowy